# Valget til Volkskammer 1990
Valget til Volkskammer i 1990 fandt sted den 18. marts 1990. Det var det sidste valg til Volkskammer DDR og det eneste i DDR's historie, der levede op til demokratiske principper. Oprindeligt var valget planlagt til afholdelse den 6. maj 1990, men på grund af den hastige udvikling i DDR efter murens fald (f.eks. Ti-punkts programmet fra 28. november 1989 og to plus fire-aftalen den 13. februar 1990) og behovet for at oprette en handlekraftig og legitim regering blev valget rykket seks uger frem.
Valgdeltagelsen var 93,38% ud af 12.426.192 vælgere. Vinderen blev Allianz für Deutschland, bestående af det tidligere blokparti CDU med topkandidaten Lothar de Maizière, det nystiftede Deutschen Sozialen Union (DSU, relateret til CSU) og Demokratischer Aufbruch (DA). DSU's topkandidat var Hans-Wilhelm Ebeling, DA's topkandidat var Wolfgang Schnur. Tre dage før valget blev Schnurs arbejde som “uofficiel” medarbejder i ministeriet for statssikkerhed (MfS, Stasi) afsløret.
Det nystiftede Socialdemokratiske Parti i DDR (oprindeligt SDP, forkortelsen ændret til SPD på valgtidspunktet), der blev betragtet som en favorit indtil valgdagen, modtog kun knap 22% af stemmerne. Partiets topkandidat Ibrahim Böhme blev senere afsløret som en “uofficiel” medarbejder hos Stasi og blev udelukket fra SPD i 1992.
Dette var det sidste valg på nationalt plan i DDR. Det næste valg på nationalt plan var Forbundsdagsvalget 1990 den 2. december 1990, det første fællestyske valg efter den Anden verdenskrig.

## Valgets forløb og valgproces
Den 20. februar 1990 havde den 9. samling af Volkskammer vedtaget en ny valglov . I overensstemmelse hermed skulle der vælges 400 mandater til Volkskammer. Der var en ren proportional repræsentation uden en spærregrænse. Valgforbund var tilladt. Denne mulighed blev også brugt, for eksempel af Bundes Freier Demokraten og Bündnis 90, samt diverse andre mindre partier. Mandaterne blev tildelt efter Hare-Niemeyer-metoden . Som et resultat var partier og valgforbund i stand til at opnå repræsentation i Volkskammer med blot 0,125% af stemmene.

## Resultater
Der var 400 pladser i Volkskammer.
| Parti                  | stemmer    | procent | mandater |
| ---------------------- | ---------- | ------- | -------- |
| CDU                    | 4.710.552  | 40,81   | 163      |
| SPD                    | 2.525.473  | 21,88   | 88       |
| PDS                    | 1.892.329  | 16,39   | 66       |
| DSU                    | 727.716    | 6,3     | 25       |
| BFD                    | 608.918    | 5,27    | 21       |
| Bündnis 90             | 336.064    | 2,91    | 12       |
| DBD                    | 251.210    | 2,17    | 9        |
| Grüne/UFV              | 226.921    | 1,878   | 8        |
| DA                     | 106.146    | 0,878   | 4        |
| NDPD                   | 44.296     | 0,366   | 2        |
| DFD                    | 38.190     | 0,316   | 1        |
| AVL ( VL & Die Nelken) | 20.340     | 0,168   | 1        |
| AJL                    | 14.615     | 0,12    |          |
| CHRISTLISCHE LIGA      | 10.691     | 0,1     |          |
| KPD                    | 8.819      | 0,1     |          |
| USPD                   | 3.891      | 0,0     |          |
| EFP                    | 3.636      | 0,0     |          |
| UVP                    | 3.007      | 0,0     |          |
| DBU                    | 2.534      | 0,0     |          |
| SpAD                   | 2.417      | 0,0     |          |
| Einheit jetzt          | 2.396      | 0,0     |          |
| BSA                    | 386        | 0,0     |          |
| VAA                    | 380        | 0,0     |          |
| Gyldige stemmer        | 11.540.927 | 92,87   |          |
| Ugyldige stemmer       | 63.263     | 0,51    |          |
| Stemmer                | 11.604.190 | 93,38   |          |
| Ikke fremmødte vælgere | 822.002    | 6,62    |          |
| Stemmeberettigede      | 12.426.192 | 100     |          |

Som et kuriosum opnåede det tidligere blokparti NDPD blot 44.292 stemmer (0,4%), hvilket var færre end antallet af partiets medlemmer på valgtidspunktet (ifølge egne oplysninger ca. 110.000 ) Die Alternative Jugendliste (AJL) manglede 484 stemmer (til i alt 15.099 stemmer) i at blive valgt.[kilde mangler]

## Valgprogrammer
For første gang i DDR's levetid havde borgerne mulighed for at stemme på flere forskellige partier med forskellige politiske mål og partiprogrammer. Ved tidligere valg i DDR kunne vælgerne alene vælge mellem at acceptere eller forkaste en "enhedsliste" udarbejdet af den Nationale Front bestående af kandidater for de forskellige partier, der på forhånd var udpeget til valget, ligesom antallet af mandater til de forskellige partier på forhånd var fastlagt.
Allianz für Deutschland præsenterede sit valgprogram under titlen "Aldrig mere socialisme". De vigtigste punkter var kravet om Tysklands genforening, den øjeblikkelige indførelse af D-marken gennem en veksling af opsparinger i forholdet 1 til 1 i forhold til Mark der DDR, indførelse af privat ejendomsret  og ret til fri erhvervsudøvelse, afskaffelse af hindringer for vestlige investeringer og indførelse af et socialt sikkerhedsnet (arbejdsløshedsforsikring, sundhedsforsikring, medbestemmelse, dynamisk pension), et straks-program for sikring af miljøet og en sikker energiforsyning samt harmonisering af DDR's love med Forbundsrepublikken (Vesttyskland) og afskaffelse af DDR's politiske strafferet og pressefrihed.
På den første partikonference (22. – 25. februar 1990 i Leipzig) blev det grundlæggende program for det østlige SPD og dets valgprogram for valget til Volkskammer vedtaget. Kernen var kravet om en økologisk orienteret social markedsøkonomi.
Afløseren for DDR's kommunistparti SED, PDS, stilede op med et valgprogram med titlen "Demokratisk frihed for alle - social sikkerhed for alle". PDS beskrev sig selv som et venstreorienteret/socialistisk parti, der kæmpede for en human arbejdsverden og stræber efter en socialt og økologisk orienteret markedsøkonomi, der sigter mod social sikkerhed for alle, især for socialt dårligt stillede. Derudover havde partiet krav om en radikal nedrustning i øst og vest, solidaritet mellem mennesker og en ansvarlig behandling af naturen. DDR's sociale værdier og resultater skal bevares, dvs. retten til arbejde, bevaring af DDR's børneinstitutioner, bevaring af kooperativ og offentlig ejendomsret i økonomien samt antifascisme og internationalisme. Det centrale i dette var et krav om opretholdelse af status quo med hensyn til den fortsatte beskæftigelse af de tidligere SED-medlemmer og resultaterne af DDR's jordreformer. I stedet for tysk genforening ønskede PDS dannelsen af konføderative strukturer under bevarelse af to uafhængige stater og krav om gradvis overgang til en neutral og demilitariseret tysk konføderation inden for rammerne af den europæiske enighed.

## Valgkamp
Valgkampagnen var kort og gav parterne store organisatoriske udfordringer. Valget, der oprindeligt var planlagt til afholdelse i maj 1990, blev den 28. januar 1990 under forhandlinger mellem repræsentanter for ‘rundbordet’ og Modrow-regeringen rykket frem til den 18. marts 1990. Det betød, at der kun var syv uger til valgkampen.
Kun SED, der var blevet omdøbt til PDS, havde en partimaskine, der fra starten var operationel og havde betydelige økonomiske ressourcer til valgkampen. SPD syntes at have langt de bedste startbetingelser for dette valg; navnlig havde områderne Sachsen og Thüringen været højborge for SPD under Weimarrepublikken . Der var ingen større katolske miljøer i DDR (undtagen i Eichsfeld ), der kunne have givet kristendemokraterne et naturligt vælgergrundlag. Dette var en af grundene til, at valgprognoserne forudsagde en klar sejr for socialdemokraterne. I begyndelsen af februar gav en meningsmåling SPD 54 procent af stemmerne, efterfulgt af PDS med 12 procent og CDU med 11 procent.
De borgerlige partier stod overfor et massivt dilemma: de liberale og kristelige demokratiske partier grundlagt i 1945 (LDP og øst-CDU) var i slutningen af 1940'erne og begyndelsen af 1950’erne blevet blokpartier, der ukritisk havde støttet DDR-regimet. Der var derfor betydelig tvivl om, hvorvidt disse partier ville være i stand til gennemføre troværdige ændringer i DDR. De nystiftede grupper og borgerbevægelser havde ikke en solid organisation, en minimal infrastruktur og fik mindre plads i tv-dækningen. For Unionspartierne CDU/CSU var der to yderligere aspekter: CSU havde i DSU fundet en partner til valget til Volkskammer. En succes for DSU kunne muligvis have genskabt diskussionen om en ‘fjerde part’ og en landsdækkende udvidelse af CSU. Og frem for alt: Øst-CDU havde navnet og dermed varemærket CDU. Som en nødløsning blev Bund Freier Demokraten og Allianz Für Deutschland oprettet. Disse alliancer blev oprettet seks uger før valget på kortest mulig tid for at imødegå PDS’ fordele i valgkampen.
Borgerrettighedsaktivister havde flere steder fået gennemført, at der blev stillet kontorer til rådighed for dem. De nye grupper og partier manglede ikke kun infrastruktur men også erfaring med valgkamp. Den manglende erfaring blev afhjulpet med et massivt engagement fra de vestlige partier.
Alle partier i Vesttyskland støttede i stor udstrækning deres søsterpartier i DDR og var således i stand til mere end at kompensere for SED/PDS’ organisatoriske fordele. CDU dannede for eksempel distriktspartnerskaber: Hvert distrikt i DDR blev støttet af et distrikt i Vesttyskland.
Den afgørende faktor var imidlertid åbenlyst ikke organisationens styrke, men troværdigheden af disses løfter om at tilpasse de økonomiske forhold og at skabe et forenet Tyskland. Mens SPD-kanslerkandidat Oskar Lafontaine var skeptisk overfor genforening (han advarede på SPDs partikonference i Berlin den 18. december 1989 om "national beruselse" og betegnede et medlemskab af et forenet Tyskland i NATO som "historisk vrøvl"), forfulgte CDU's formand og kansler Helmut Kohl genforeningen offensivt, blandt andet med sit ti-punkts program.
I sidste ende var det holdningen i befolkningen til spørgsmålet om økonomisk og politisk genforening, der blev afgørende. Antallet af besøgende på Helmut Kohls kampagne var et klart tegn på dette. Den 20. februar 1990 blev Kohl tiljublet af 150.000 i Erfurt, af 200.000 i Chemnitz, og hundredetusinder flere fulgte ham i de store byer i DDR.
Den sidste fase af valgkampen blev præget af Der Spiegels afsløring af Wolfgang Schnurs Stasi-samarbejde, der blev offentliggjort få dage før valget.
Der var også kritiske stemmer om valget, dets forberedelse og det sociale miljø, hvorunder det fandt sted. Forfatteren Michael Schneider kritiserede det, han så som massiv indblanding fra føderale politikere i valgkampen for DDR.

## Regeringsdannelse
Det nyvalgte Folkekammer konstituerede sig den 5. april 1990. Efter langvarige forhandlinger dannede Lothar de Maizière en koalition af Allianz für Deutschland, SPD og de Liberale. Den 12. april 1990 blev de Maiziére valgt til ministerpræsident for DDR med flertal i Volkskammer med 265 stemmer for, 108 imod og 9 hverken for eller imod. Volkskammer stemte også for de Maiziéres regering.
Det valgte Volkskammer vedtog flere væsentlige ændringer i DDR. Den 17. maj 1990 vedtoges en omfattende kommunalreform, og den 18. maj blev indgået en traktat med Forbundsrepublikken Tyskland om Den Monetære, Økonomiske og Sociale Union til ikrafttræden den 1. juli 1990. Den 17. juni 1990 vedtoges en ny forfatning for DDR og den 21. juni 1990 nedsatte Volkskammer et særligt udvalg til kontrol med opløsningen af MfS / AfNS (Stasi); Joachim Gauck blev formand for udvalget.
Den 23. august 1990 trådte DDR med virkning fra den 3. oktober 1990 ind som en del af Forbundsrepublikken, og Volkskammer blev opløst. Det valgte Volkskammer sad således i kun godt seks måneder og to uger. 144 af de 400 Volkskammer-deputerede blev i oktober 1990 medlemmer af Forbundsdagen : 63 fra CDU, 8 fra DSU, 9 fra De Liberale, 33 fra SPD, 7 fra Bündnis 90 og de Grønne samt 24 fra PDS. Deres mandater ophørte et par måneder senere ved det første fællestyske Bundestagvalg den 2. december 1990.